# 금천운수
금천운수 주식회사(衿川運輸 株式會社)는 서울특별시 금천구의 마을버스 회사이다. 주사무소는 서울특별시 금천구 문성로 57-2, 102호 (독산동)에 있다.

## 주요 연혁
- 1992년: 보람마을버스(―)라는 상호로 회사 설립
- 2004년 7월 1일: 보람마을버스에서 현재의 상호로 변경

## 보유 노선
- ● 금천08번: 난곡중학교 ↔ 금천구청역

## 주요 차량
- 현대 그린시티